# Windell Spencer
Windell Spencer – jamajski bokser, brązowy medalista igrzysk Ameryki Środkowej i Karaibów w San Juan z roku 1966.

## Kariera
W 1966 roku Spencer zajął trzecie miejsce w kategorii półśredniej na igrzyskach Ameryki Środkowej i Karaibów, które rozgrywane były w San Juan. Półfinałowy pojedynek z Kubańczykiem Andrésem Moliną zakończył się porażką Spencera na punkty. W walce o brązowy medal zwyciężył Portorykańczyka Luisa Rosario, wygrywając z nim na punkty.
W latach 1969−1978 był aktywnym bokserem zawodowym, jednak nie odniósł sukcesów.